# Rubenshuis
La Rubenshuis era la casa-taller de Pedro Pablo Rubens durante sus últimos 29 años de vida, situada en la plaza Wapper en Amberes, Bélgica siendo un museo sobre el pintor en la actualidad.

## La casa durante la vida de Rubens
Un año después de su boda con Isabella Brant en 1609, Rubens comienza la reconstrucción de la casa basándose en sus conocimientos de arquitectura copiando el estilo de las villas italianas que había visto durante su estancia en Italia (1600-1608). Diseña el edificio basándose en los palacios renacentistas de Génova, que conocía de primera mano y que serían objeto de una publicación suya, el libro de grabados de 1622 Palazzi di Genova. Los diseños incluyen la casa privada, el taller y un pórtico barroco que une las dos partes del edificio. El pórtico da paso a un jardín que estaba diseñado por él con plantas exóticas de sus viajes y en el que destaca un pabellón.
La casa se divide en dos partes diferenciadas, la primera a la izquierda de la entrada de estilo flamenco, representa los aposentos privados de la familia del pintor. Compuesto por diferentes habitaciones repartidas en dos plantas. En la planta de abajo, destaca la Kunstkammer o galería de arte, en dónde exponía sus obras y las de otros artistas, a los coleccionistas compradores. Esta sala se remata con una cúpula semicircular inspirada en el Panteón de Roma, en cuyos muros hay hornacinas donde exponía las esculturas de su propiedad. Otras habitaciones destacables son el dormitorio, el comedor o el salón familiar.
La parte de la derecha, de estilo barroco italiano, era la dedicada al taller, en que trabajaba tanto el pintor como los ayudantes y estudiantes.

## La casa tras el fallecimiento del artista
Tras la muerte del pintor, el palacio fue habitado durante cinco años por su viuda, Helena Fourment. Después fue arrendado a Sir William Cavendish, confidente del rey Carlos I de Inglaterra, quien estableció allí una academia de equitación española. En 1660, los herederos de Rubens vendieron la casa. Fue luego ocupada por diversos propietarios. Desde la segunda mitad del siglo XVIII, pasó por diversas alteraciones y modificaciones, y posteriormente cayó en el olvido. Ya durante el siglo XIX, hubo una creciente conciencia de que la residencia debiera ser rehabilitada como monumento. El 1 de agosto de 1937 el municipio decidió expropiar la casa, que se encontraba en estado de ruina. El 21 de julio de 1946, tras la remodelación, la casa fue de nuevo abierta al público.
De la época original, se conservan solo el pabellón del jardín y el pórtico barroco. El resto se ha reconstruido siguiendo bocetos y dibujos.
El Rubenianum, un centro dedicado al estudio de Rubens, se ubica en un edificio en el jardín.

## Galería

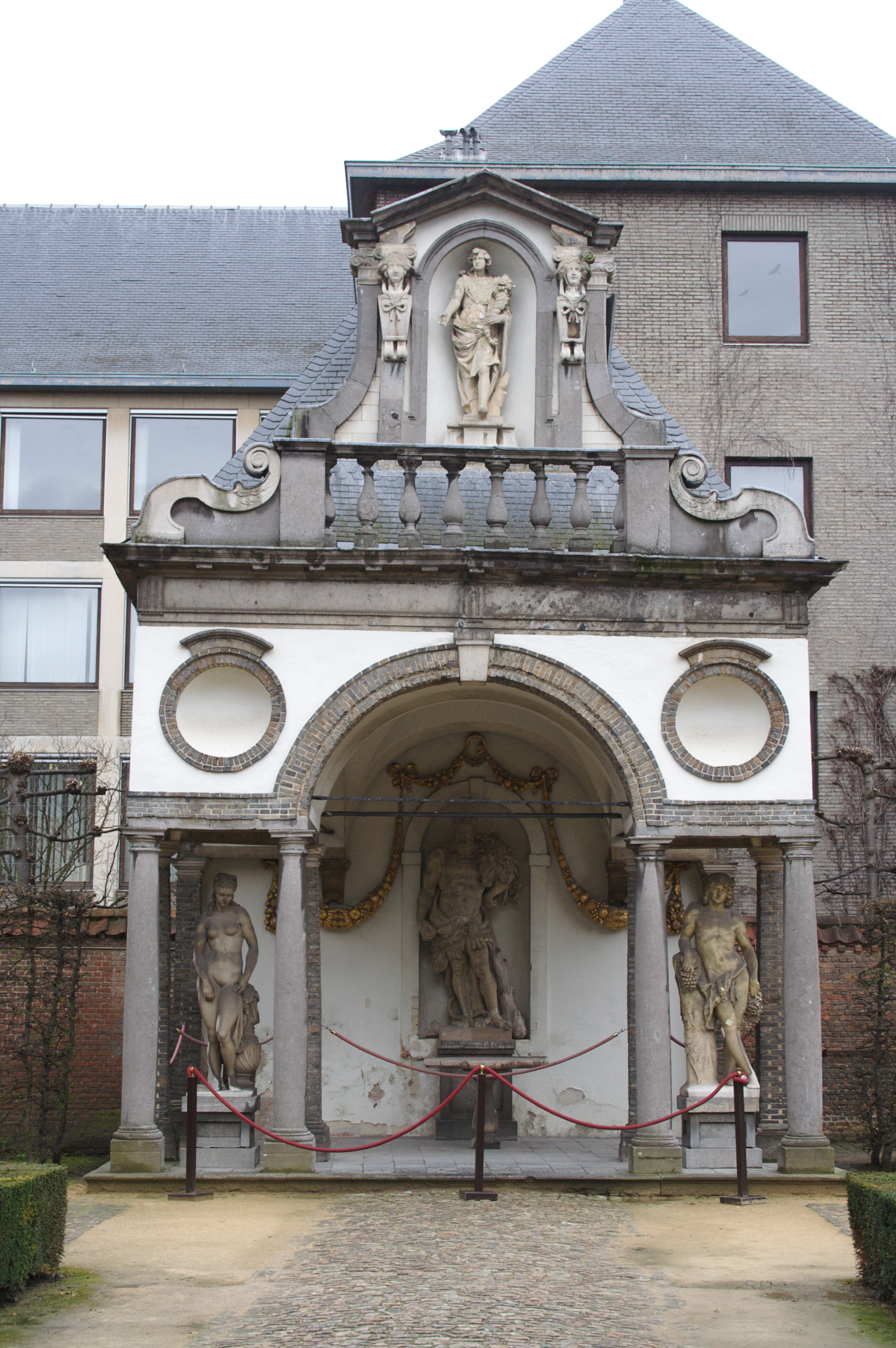
Pabellón del jardín.
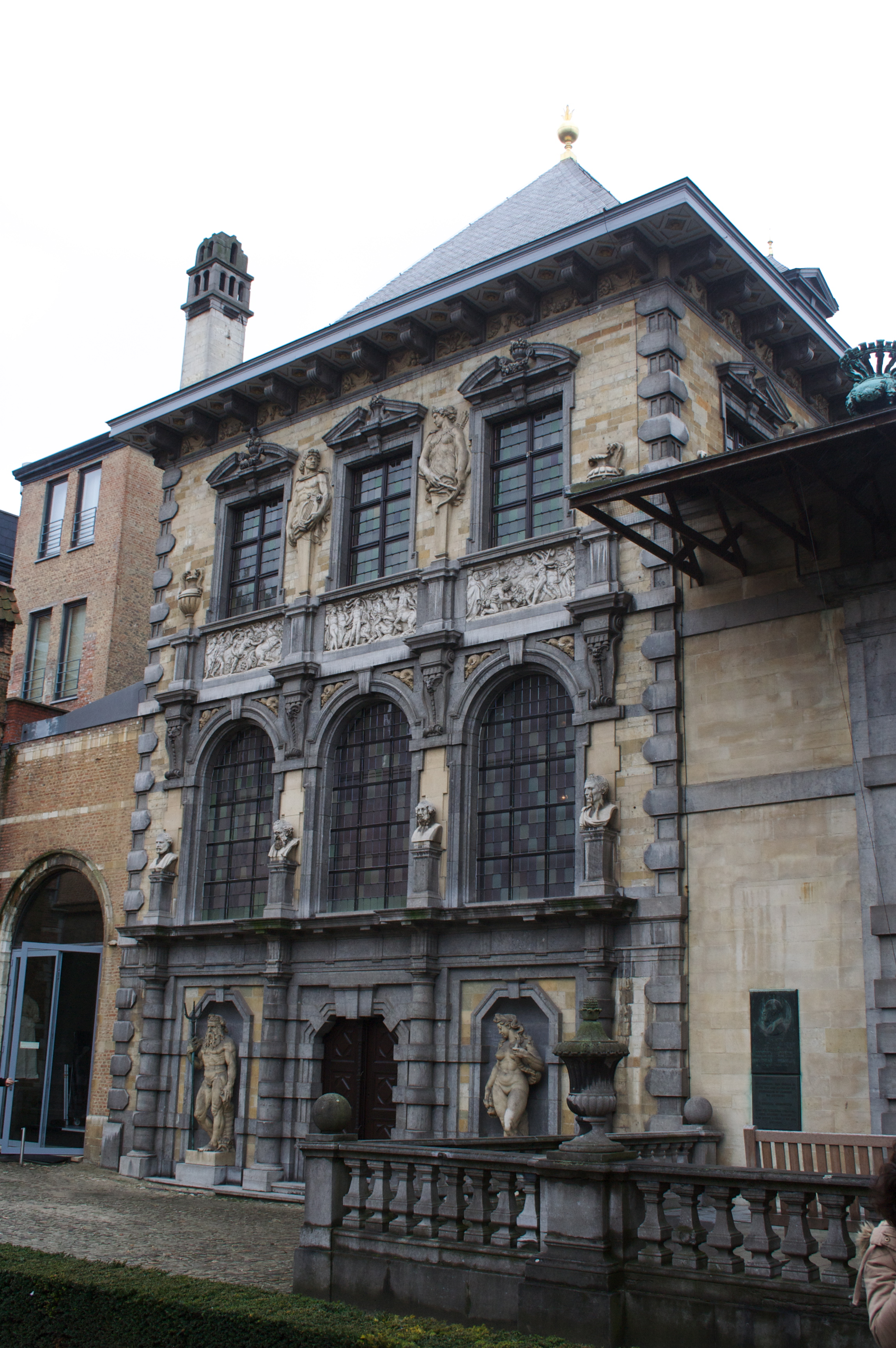
Fachada del edificio dedicado al taller.
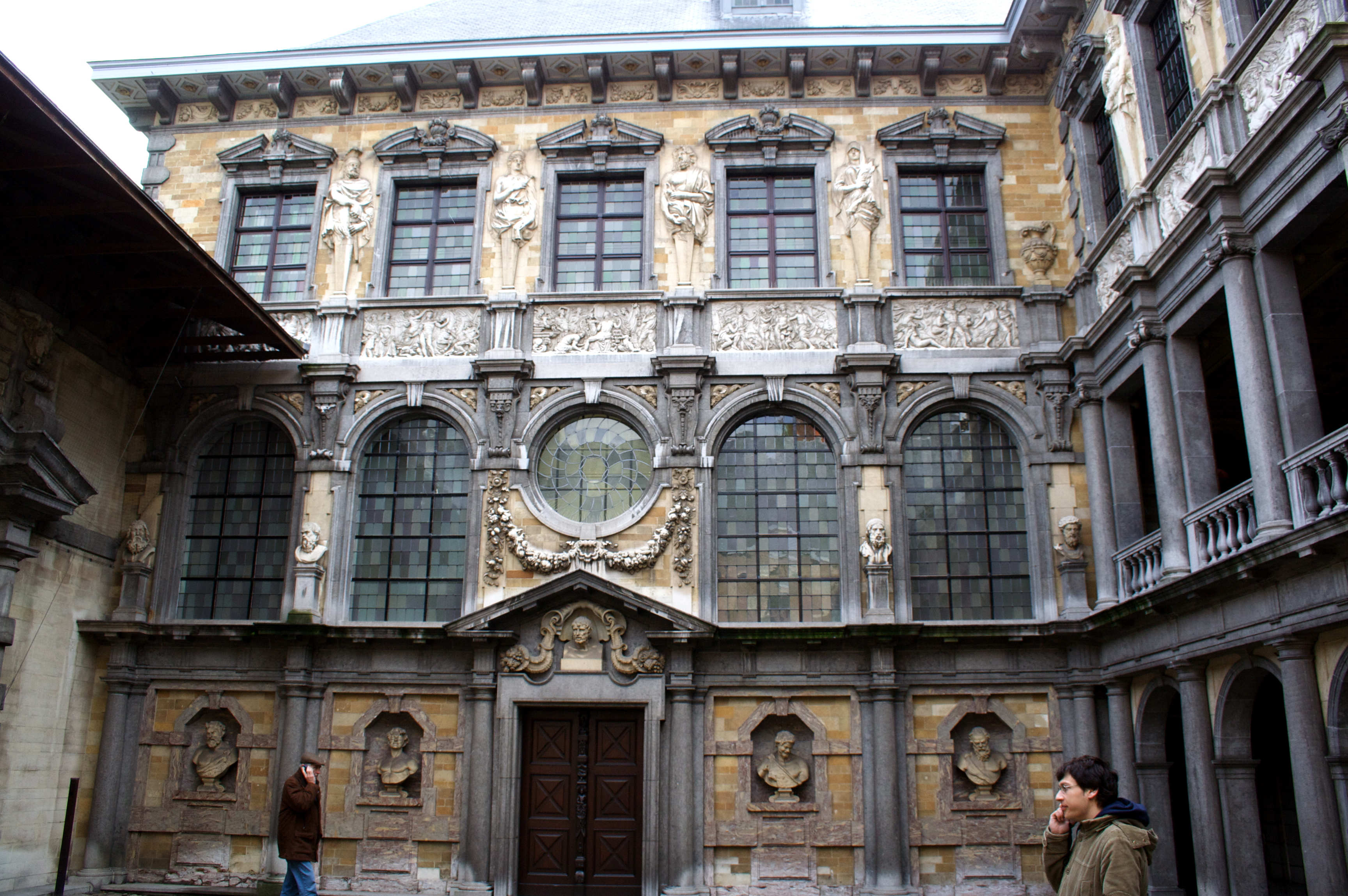
Fachada del taller.
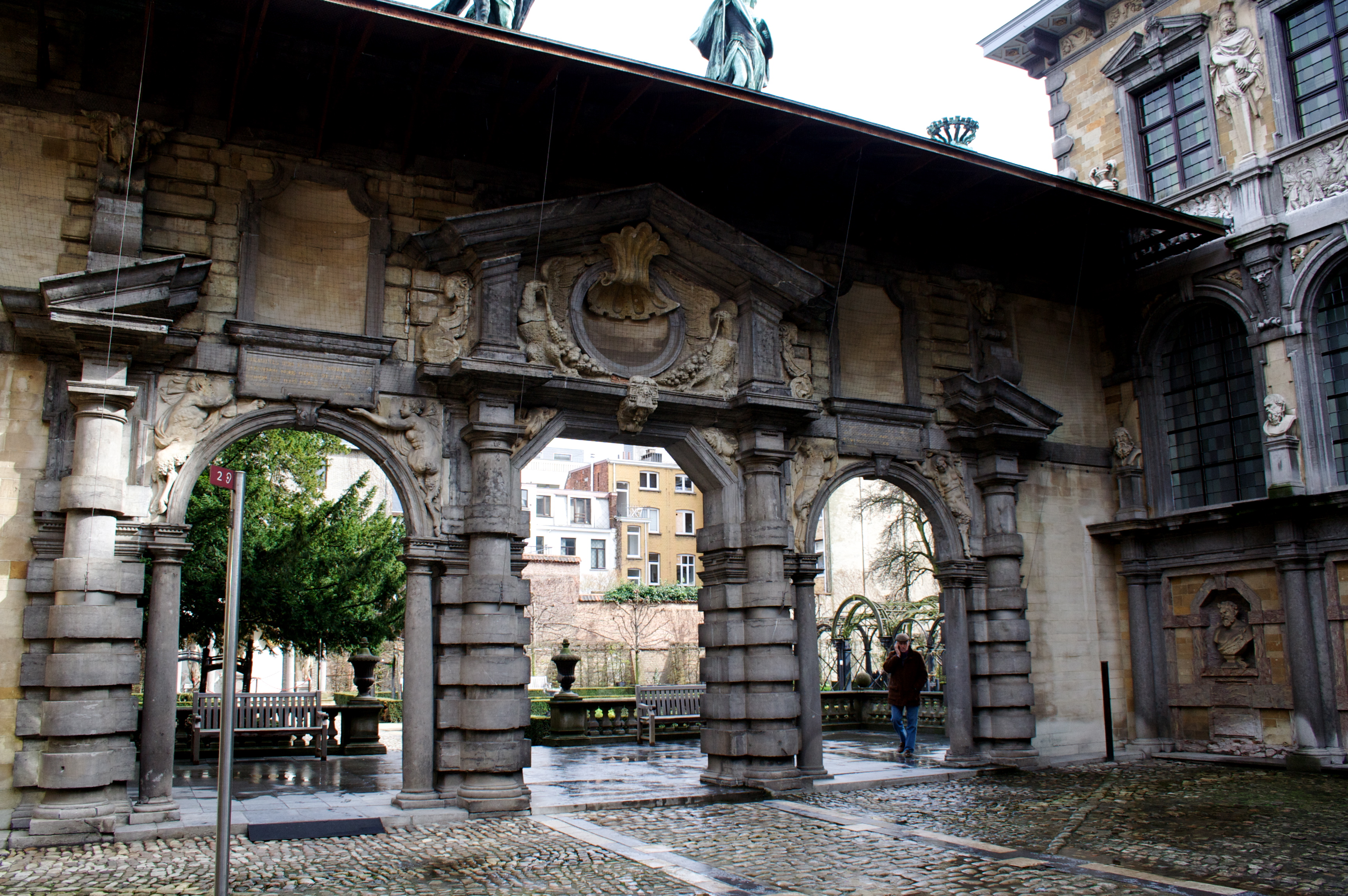
Pórtico barroco que separa el jardín del patio.
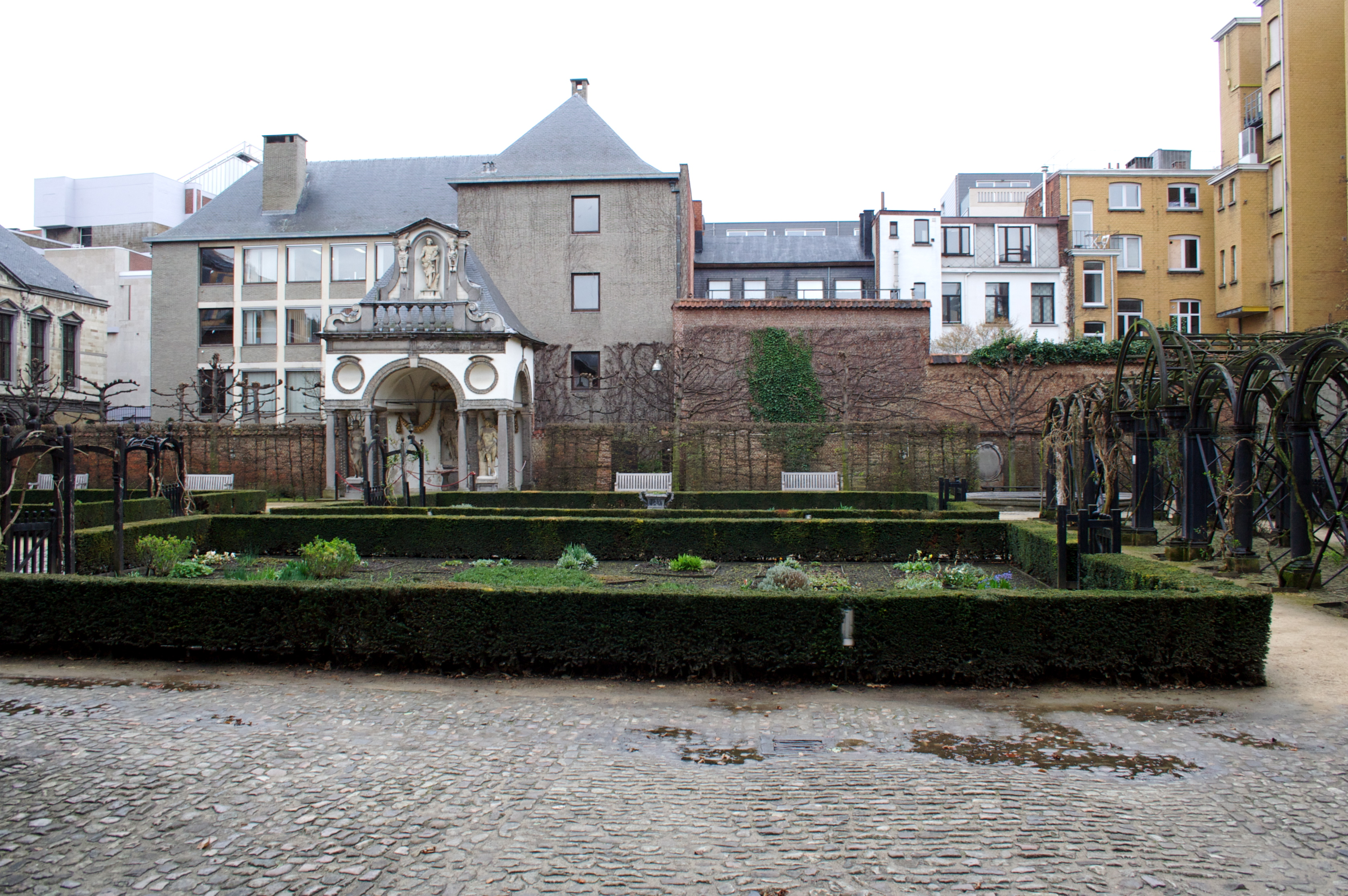
Jardín con el pabellón al fondo.